# Чемпіонат світу з фехтування 2017
Чемпіонат світу з фехтування 2017 року пройшов у Лейпцигу, Німеччина, з 19 по 26 липня під егідою Міжнародної федерації фехтування. На турнірі було розіграно 12 комплектів нагород: в індивідуальній та командній першостях із фехтування на шпагах, рапірах та шаблях серед чоловіків та жінок.

## Розклад[1]
| ● | Церемонія відкриття | ● | Кваліфікація | ● | Фінали | ● | Церемонія закриття |

| Липень               | Липень               | 19       | 20       | 21       | 22       | 23       | 24       | 25       | 26       | Загалом |
| -------------------- | -------------------- | -------- | -------- | -------- | -------- | -------- | -------- | -------- | -------- | ------- |
| Церемонії            | Церемонії            |          |          | ●        |          |          |          |          | ●        |         |
| Індивідуальна рапіра | Індивідуальна рапіра | Жінки    | Чоловіки | Жінки    |          | Чоловіки |          |          |          | 2       |
| Індивідуальна шпага  | Індивідуальна шпага  | Чоловіки | Жінки    |          | Чоловіки | Жінки    |          |          |          | 2       |
| Індивідуальна шабля  | Індивідуальна шабля  | Чоловіки | Жінки    | Чоловіки | Жінки    |          |          |          |          | 2       |
| Командна рапіра      | Командна рапіра      |          |          |          |          |          | Жінки    |          | Чоловіки | 2       |
| Командна шпага       | Командна шпага       |          |          |          |          |          |          | Чоловіки | Жінки    | 2       |
| Командна шабля       | Командна шабля       |          |          |          |          |          | Чоловіки | Жінки    |          | 2       |
| Загалом              | Загалом              | 0        | 0        | 2        | 2        | 2        | 2        | 2        | 2        | 12      |

## Медальний залік
| Місце   | Країна         | Золото | Срібло | Бронза | Загалом |
| ------- | -------------- | ------ | ------ | ------ | ------- |
| 1       | Італія         | 4      | 1      | 4      | 9       |
| 2       | Росія          | 3      | 0      | 3      | 6       |
| 3       | Південна Корея | 1      | 2      | 0      | 3       |
| 4       | Естонія        | 1      | 1      | 1      | 3       |
| 4       | Угорщина       | 1      | 1      | 1      | 3       |
| 6       | Франція        | 1      | 0      | 5      | 6       |
| 7       | Україна        | 1      | 0      | 1      | 2       |
| 8       | США            | 0      | 2      | 0      | 2       |
| 9       | Японія         | 0      | 1      | 1      | 2       |
| 9       | Польща         | 0      | 1      | 1      | 2       |
| 11      | КНР            | 0      | 1      | 0      | 1       |
| 11      | Швейцарія      | 0      | 1      | 0      | 1       |
| 11      | Туніс          | 0      | 1      | 0      | 1       |
| 14      | Німеччина      | 0      | 0      | 1      | 1       |
| Загалом | Загалом        | 12     | 12     | 18     | 42      |

## Призери

### Чоловіки
| Дисципліна           | Золото                                                             | Срібло                                                                   | Бронза                                                          |
| -------------------- | ------------------------------------------------------------------ | ------------------------------------------------------------------------ | --------------------------------------------------------------- |
| Індивідуальна шпага  | Паоло Піццо                                                        | Микола Новосьолов                                                        | Річард Шмідт Андраш Редлі                                       |
| Командна шпага       | Франція Даніель Жеран Ронан Гастін Жан-Мішель Люсене Яннік Борель  | Швейцарія Георг Кун Беньямін Штеффен Макс Хайнцер Міхель Ніггелер        | Росія Антон Глебко Павло Сухов Микита Глазков Сергій Ходос      |
| Індивідуальна рапіра | Дмитро Жеребченко                                                  | Тошія Саіто                                                              | Даніеле Гароццо Такахіро Шікіне                                 |
| Командна рапіра      | Італія Андреа Кассара Даніеле Гароццо Джорджо Авола Алессіо Фоконі | США Герек Мейнгардт Майлз Чемлі-Вотсон Александер Массіалас Рейс Імбоден | Франція Жеремі Кадо Енцо Лефор Ерван Ле Пешу Жульєн Мартен      |
| Індивідуальна шабля  | Андраш Сатмарі                                                     | Ку Бон Гіль                                                              | Каміль Ібрагімов Венсан Анстет                                  |
| Командна шабля       | Південна Корея Кім Джунь Хо Кім Джон Хван О Сан Ук Ку Бон Гіль     | Угорщина Андраш Сатмарі Чанад Гемеші Арон Сіладьї Тамаш Дечі             | Італія Енріко Берре Даріо Кавальєре Лука Куратолі Луїджі Самеле |

### Жінки
| Дисципліна           | Золото                                                              | Срібло                                                     | Бронза                                                                          |
| -------------------- | ------------------------------------------------------------------- | ---------------------------------------------------------- | ------------------------------------------------------------------------------- |
| Індивідуальна шпага  | Тетяна Гудкова                                                      | Ева Неліп                                                  | Олена Кривицька Юлія Беляєва                                                    |
| Командна шпага       | Естонія Крістіна Кууск Юлія Беляєва Еріка Кірпу Ірина Ембріх        | КНР Сунь Юйцзє Жу Меньгай Сунь Івень Сю Ченьзі             | Польща Рената Кнапік-Мязґа Ева Неліп Магдалена Пекарська барбара Рутц           |
| Індивідуальна рапіра | Інна Дериглазова                                                    | Аліче Вольпі                                               | Аріанна Ерріго Ізаора Тібус                                                     |
| Командна рапіра      | Італія Мартіна Батіні Аріанна Ерріго Камілла Манчіні Аліче Вольпі   | США Лі Кайфер Маргарет Лу Нзінга Прескод Ніколь Росс       | Росія Інна Деризлазова Анастасія Іванова Світлана Тріпапіна Аделіна Загідулліна |
| Індивідуальна шабля  | Ольга Харлан                                                        | Азза Бесбес                                                | Ірене Веккі Сесілія Бердер                                                      |
| Командна шабля       | Італія Росселла Грегоріо Ірене Веккі Мартіна Крісціо Лорета Гулотта | Південна Корея Кім Джі Йон Йон Джі Су Хван Сон А Со Чі Йон | Франція Сесілія Бердер Манон Брюне Шарлотта Лембах Каролін Куеролі              |